# Siriri (kommun)
Siriri är en kommun i Brasilien.   Den ligger i delstaten Sergipe, i den östra delen av landet, 1 300 km öster om huvudstaden Brasília. Antalet invånare är 8 006.
Omgivningarna runt Siriri är en mosaik av jordbruksmark och naturlig växtlighet. Runt Siriri är det ganska tätbefolkat, med 72 invånare per kvadratkilometer.